# Gaston Tissandier
Pour les articles homonymes, voir Tissandier.
Gaston Tissandier, né le 20 novembre 1843 à Paris où il est mort le 30 août 1899, est un scientifique et aérostier français.
Ce chimiste attiré par toutes les sciences de la nature et fasciné par le monde des techniques et de l'invention, a également été un aventurier de l'air et un écrivain scientifique. Au sortir de la guerre de 1870, préoccupé par les lacunes françaises de l'information scientifique, il est devenu éditeur de revues, en particulier La Nature au milieu de l'année 1873.

## Une carrière consacrée aux sciences
Il fait ses études au lycée Bonaparte de Paris, puis étudie la chimie au Conservatoire des arts et métiers. Chimiste et physicien de formation, il enseigne et participe aux travaux de diverses sociétés savantes. Il est notamment professeur à l'école de la Société polymathique et dirige un laboratoire d'analyses à partir de 1864.
Féru d'observations scientifiques et toujours disposé à expliquer au plus grand public, enfants et adultes confondus, cet homme enjoué est un parfait enfant perdu de la tradition des Lumières. Malgré sa présentation soignée et bourgeoise, on rechercherait en vain un quelconque a priori social, un mépris de l'homme commun, un dogmatisme positiviste, une affirmation de supériorité hautaine. Gaston témoigne de l'attrait des sciences qui a progressivement saisi une fraction de la jeunesse bourgeoise à partir des années 1830 et a déterminé leur vocation de recherche, puis leur tentative de contribuer à l'éducation. L'œuvre de ces jeunes scientifiques enthousiastes et anglophiles annonce le retour de la science et de l'invention française au premier plan mondial après 1880 et les éclipses partielles du XIXe siècle, qui laissent toutefois d'énormes lacunes que perpétuent les esprits cartésiens et positivistes dans l'entre-deux-guerres.
Ce spécialiste de l'analyse des gaz est également météorologiste et, en quête d'application et de découverte de l'atmosphère, aéronaute. Toute sa vie, il n'a de cesse de faire partager la joie de la découverte, l'attrait de la recherche et le frisson des aventures scientifiques passées ou présentes. Écrivain scientifique fécond, accessible aux plus jeunes lecteurs, il devient éditeur de livres et surtout de revues scientifiques, à fort contenu de bonne vulgarisation.

## L'aérostier ou l'aventurier scientifique

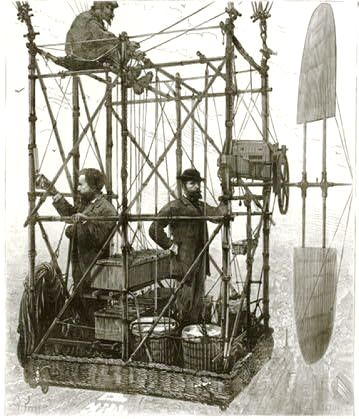
Albert et Gaston Tissandier

Le 16 août 1868, il fait avec Jules Duruof sa première ascension, suivie de 44 autres. Durant le siège de Paris, il est le quatrième à partir dans un ballon monté, le Céleste, qui atterrit à Dreux. Son frère Albert Tissandier (1839 - 1906) le rejoint peu après, à Tours, à bord du Jean Bart. Ils proposent aux autorités de tenter le retour sur Paris. Pour cela, ils utilisent le Jean Bart, mais sans succès.

Départ de l'aérostat dirigeable électrique de Gaston et Albert Tissandier, le 8 octobre 1883 à Auteuil

On crée alors une équipe d'aérostation militaire, destinée à l'observation des champs de bataille. Tissandier est nommé capitaine dans ce nouveau corps, qui utilise des ballons neufs en plus des ballons récupérés lors du siège de Paris.
Après la guerre, il prépare et accomplit, avec son frère Albert Tissandier, l'ascension de longue durée du ballon le Zénith, de Paris (décollage de l'usine à gaz de La Villette) à Lanton, près d'Arcachon (Gironde), voyage qui a lieu les 23 et 24 mars 1875, au cours duquel ils battent le record de durée, avec 22 h 40.
Le 15 avril 1875, Gaston Tissandier accompagne les aéronautes Joseph Croce-Spinelli et Théodore Sivel lors de la seconde tentative de montée au-delà de 7 300 mètres d'altitude. La lettre de Paul Bert qui les avertissait de la nécessité d'emporter des réserves d'oxygène plus importantes ne leur parvient pas à temps. Les trois hommes s'évanouissent, le Zénith s'écrase au sol à Ciron dans l'Indre. Seul Tissandier, qui parvient à reprendre connaissance lors de la descente, échappe à la mort, mais y perd presque la totalité du sens de l'ouïe.
En 1881, à l’Exposition internationale d'Électricité, Gaston et Albert Tissandier contribuent au premier modèle de ballon dirigeable mû par l'électricité (vol non habité en intérieur). À la suite de ces premières expériences, ils font construire en grand le modèle exposé. Albert Tissandier dessine l'épure de ce ballon construit par Henri Lachambre. L'ascension du premier aérostat dirigeable électrique a lieu le 8 octobre 1883. Un deuxième essai est effectué le 26 septembre 1884. Il donne tous les résultats attendus : possibilités de manœuvre, mais impossibilité de remonter le vent par manque de puissance.

### Liste des expéditions aériennes de Gaston Tissandier

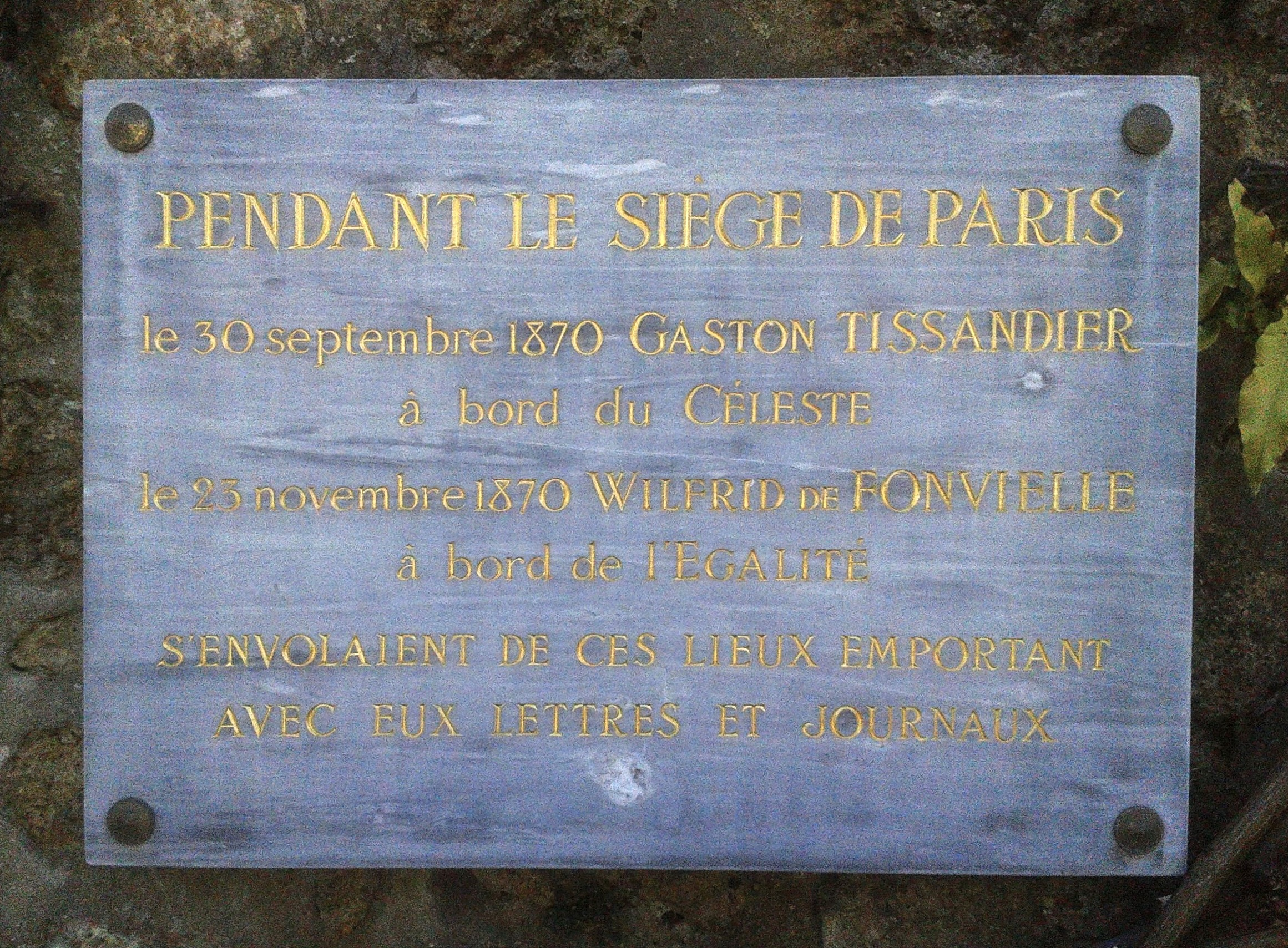
plaque commémorative de l'ascension de Gaston Tissandier - Square St Lambert

- 16 août 1868 : première ascension avec Claude-Jules Duruof
- 27 juin 1869 : le Pôle Nord
- 30 septembre 1870 : évasion de Paris avec le Céleste sur l'emplacement actuel du Square Saint-Lambert, Paris 15e, descente à Dreux [4].
- 8 juin 1872 : 18e ascension avec le contre-amiral baron Roussin. Observation de halo autour de l'ombre du ballon[5]

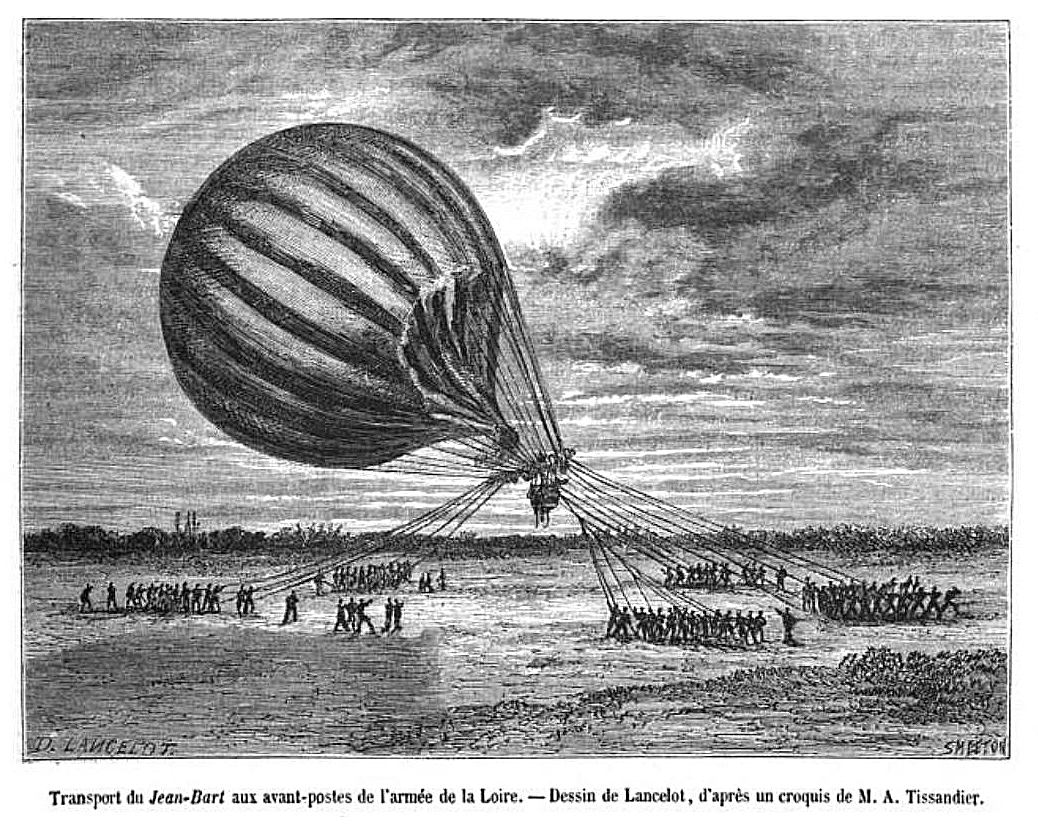
Déplacement du Jean-Bart par la troupe.

- 16 février 1873 : avec Albert. Observation de halo autour de l'ombre du ballon. Traversée de cristaux de glace. Création d'éclairs artificiels. Descente rapide et atterrissage au plateau de Montireau[6]
- 4 octobre 1873 : Le Jean-Bart. Usine de La Villette - atterrissage en douceur à Crouy-sur-Ourcq. Changements de direction avec le vent. Étude de la polarisation de l'atmosphère. Passagers : Paul-Pierre Henry, Albert Tissandier, Léon Bonnat. Vols captifs des villageois.
- 24 septembre 1874 : avec Wilfrid de Fonvielle, Albert Tissandier, Lucien Marc, Cohendet et Corot. Atterrissage à Nogeon.
- 23 mars 1875 : Le Zénith. Record de durée. De la Villette à Lanton. Avec Albert, Jobert, Sivel et Crocé-Spinelli
- 15 avril 1875 : Le Zénith. Tentative de record d'altitude. Sivel et Crocé-Spinelli meurent.
- 29 novembre 1875 : L'Atmosphère, appartenant à M Duté-Poitevin, beau-frère de Sivel, avec le propriétaire, Albert, Louis Redier et les frères Frantzen. Atterrissage à Illiers[7].
- 29 septembre 1877 : Usine Flaud (avenue de Suffren) à Chavenay. Ballon Giffard, gonflé à l'hydrogène. copilote : Albert.
- 30 juin 1878 : des Tuileries à Torcy, avec Jules Godard, dans un ballon Giffard gonflé à l'hydrogène (préparatifs pour le ballon captif de l'exposition universelle)[8].
- 30 juillet 1879 : le National. De la Villette à Vinante. Avec Armand Petit et Albert[9].
- 8 octobre 1883 : première ascension en dirigeable
- 26 septembre 1884 : deuxième ascension en dirigeable
- 19 juin 1885 : de l'atelier aéronautique d'Auteuil, à bord du Commandant Rivière, avec Jacques Ducom, photographe[10]
- 2 juillet 1886 : d'Auteuil à Ségrie. Photographies aériennes avec Albert Tissandier et Nadar[11].
- 16 juillet 1886 : photographies aériennes avec Albert Tissandier et Nadar.

## Le collectionneur
Gaston Tissandier a réuni un grand nombre de manuscrits concernant l'aérostation (comme la description du premier vol en montgolfière par Benjamin Franklin, qu'il a publié dans La Nature) et de très nombreux objets relatifs à l'aérostation.

## Vie privée
Son épouse est morte à 30 ans, lui laissant deux enfants dont Paul Tissandier (1881-1945), pionnier de l'aviation française.

## Distinctions et honneurs
- Médaille d'or et président, à partir de juin 1881, en succession de Charles Renard, de la Société française de navigation aérienne
- Prix Pénaud, avec Duroy de Bruignac et Victor Tatin, attribué en 1883 par l'Académie des sciences
- Vice-président de la Société météorologique
- Chevalier de la Légion d'honneur
- Médaille d'or de la société d'encouragement pour l'industrie nationale
- En 1934, le conseil de Paris décida d'honorer son nom par la dénomination de la rue Gaston-Tissandier (18e arrondissement)[12].

## Galerie

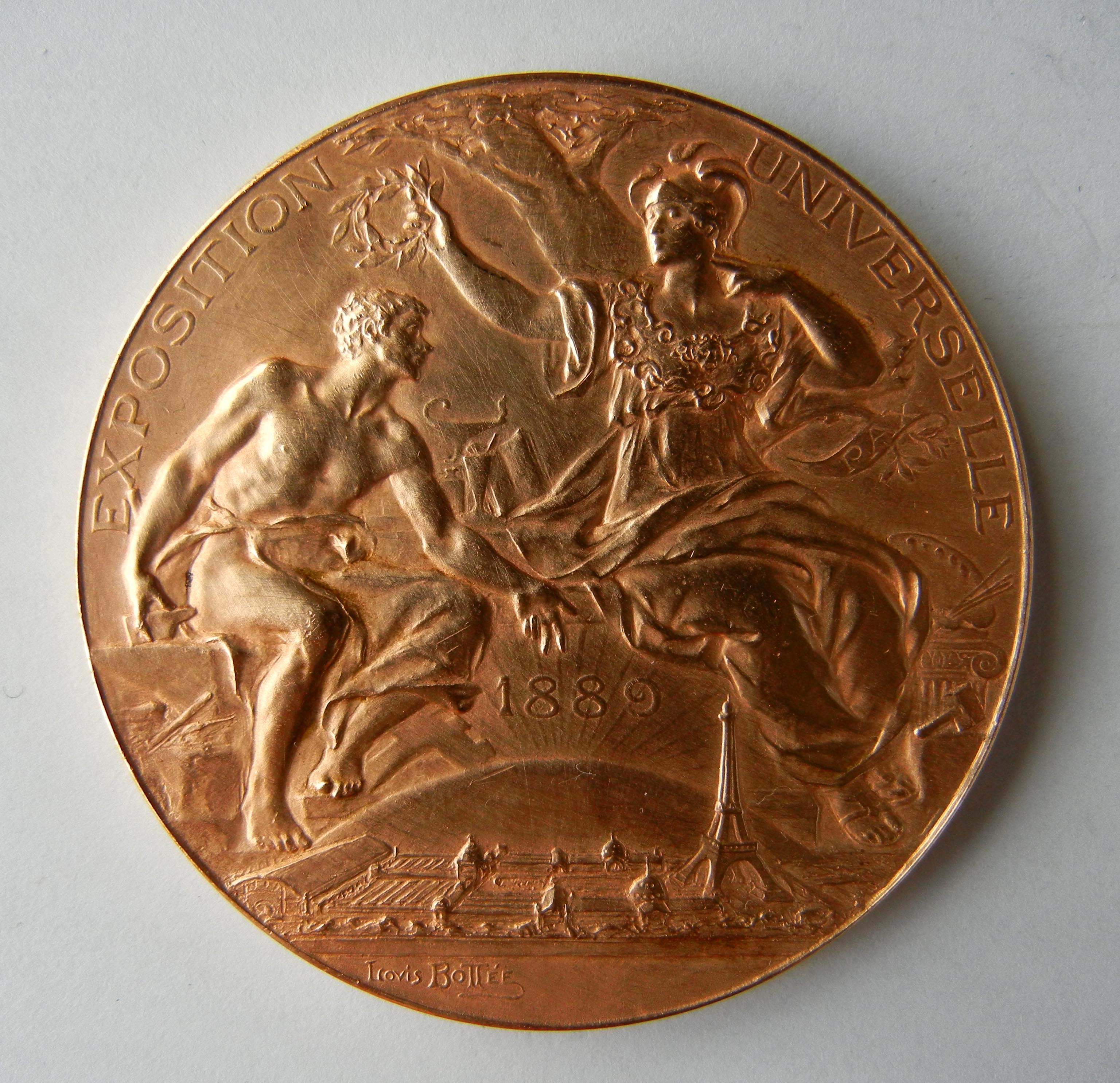
Médaille Exposition universelle de 1889. Décernée à Gaston Tissandier. Graveur Louis-Alexandre Bottée (1852-1940). Recto.
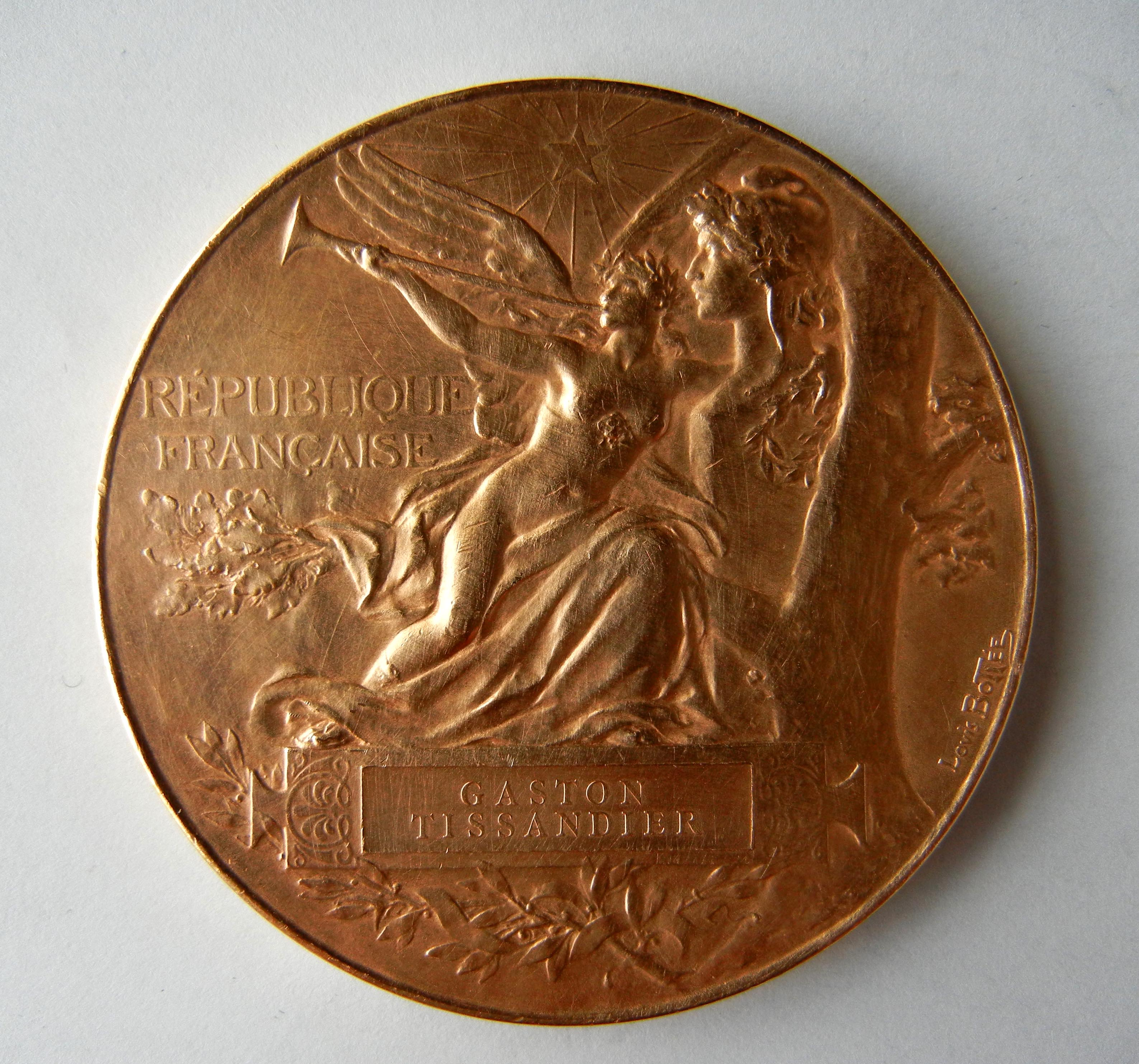
Médaille Exposition universelle de 1889. Décernée à Gaston Tissandier. Graveur Louis-Alexandre Bottée (1852-1940). Verso.

## Publications

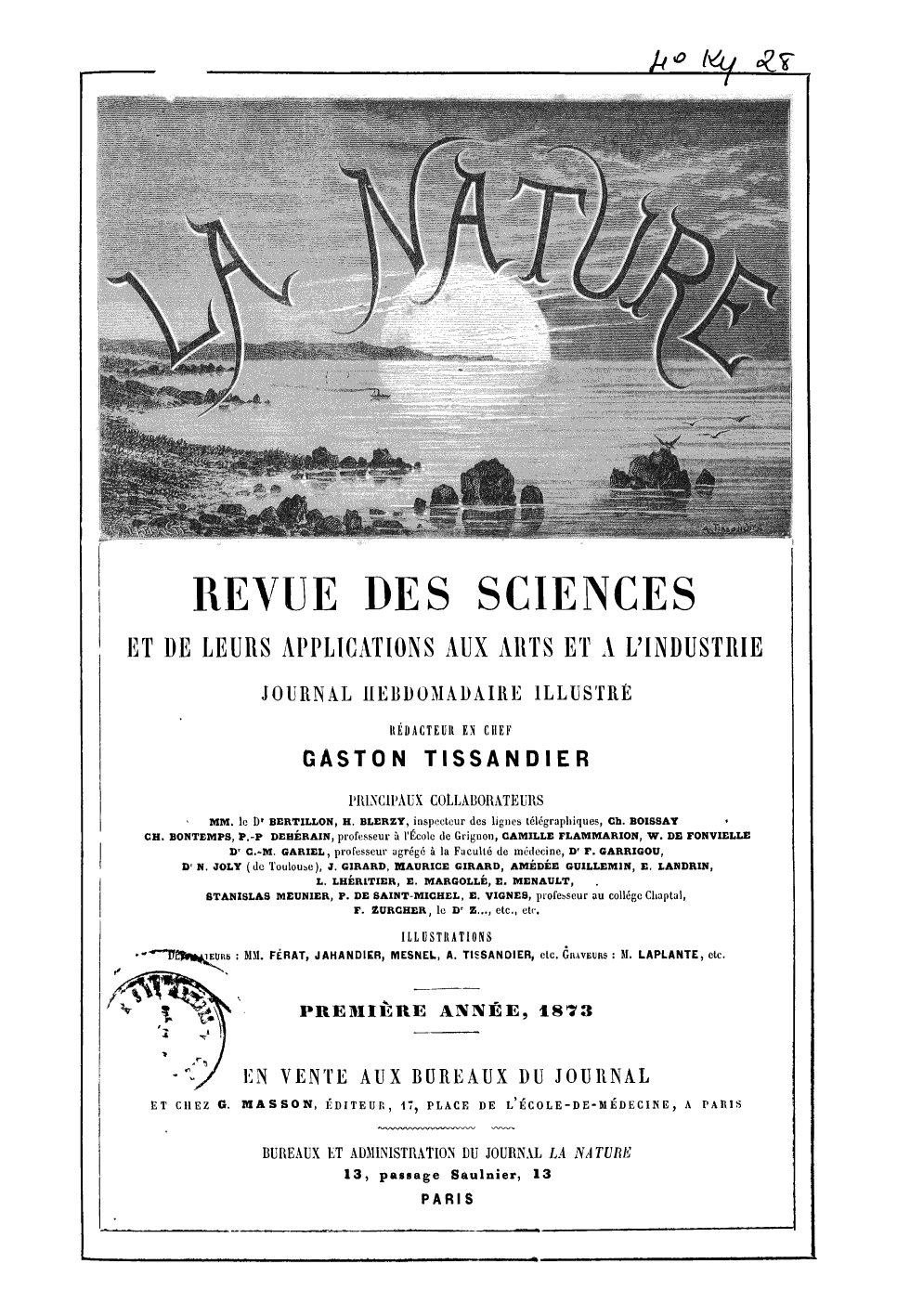
La Nature, 1873

- L'Eau, Paris, Hachette, coll. « La Bibliothèque des merveilles », 1867
- Éléments de chimie, Paris, 1870.
- En ballon ! Pendant le siège de Paris. Souvenirs d'un aéronaute, Paris, 1871 Texte en ligne
- La Houille, Paris, Hachette, coll. « La Bibliothèque des merveilles », 1re éd., 1869, 2e éd., 1872. Réédition Jourdan, collection "Témoignages Histoire", 2012.
- Les Merveilles de la photographie, Paris, Hachette, coll. « La Bibliothèque des merveilles », 1874 (Lire en ligne)
- Histoire de la gravure typographique, 1875
- Simples notions sur les ballons, 1876
- Le Grand Ballon captif à vapeur de M. Henry Giffard, 1879
- Les Martyrs de la science, Paris, Dreyfous, 1879
- Observations météorologiques en ballon. Résumé de 25 ascensions aérostatiques, Paris, 1879
- Les fossiles, Paris, Hachette, coll. « La Bibliothèque des merveilles », 1881
- La Photographie, 3e édition, Paris, Hachette, 1882. (Lire en ligne)
- Les Ballons dirigeables : Application de l'électricité à la navigation aérienne, Paris, 1885
- Voyages dans les airs, Paris, 1885 (Wikisource)
- La navigation aérienne : l'aviation et la direction des aérostats dans les temps anciens et modernes, Paris, Hachette, coll. « La Bibliothèque des merveilles », 1886. (Lire en ligne)(Wikisource)
- Les Récréations scientifiques, ou l'Enseignement par les jeux, la physique sans appareils, la chimie sans laboratoire, la maison d'un amateur de science, Paris, Masson, 1886
- Histoire de mes ascensions récit de quarante voyages aériens (1868-1886), 7e éd., Paris, Maurice Dreyfous, 1887
- La Photographie en ballon (avec une table), Gauthier-Villars, Paris, 1886, 1 vol., 45 p. (Lire en ligne)
- Bibliographie aéronautique : Catalogue de livres d'histoire, de science, de voyages et de fantaisie, traitant de la navigation aérienne ou des aérostats, Paris, 1887. Réédition : Amsterdam, Israël, 1971.
- La Tour Eiffel de 300 mètres : description du monument, sa construction, ses organes mécaniques, son but et son utilité. Avec une lettre autographie de G. Eiffel, Paris, Masson, 1889
- Recettes et procédés utiles, G. Masson, s.d.
- La Science pratique, suite des Recettes et procédés utiles, G. Masson, s.d. [1889] ; texte sur Gallica
- Histoire des ballons et des aéronautes célèbres, Paris, H. Launette & C., 1890
- Souvenirs et récits d'un aérostier militaire de l'Armée de la Loire, 1870-1871, Paris, Dreyfous, 1896.

Gaston Tissandier est par ailleurs le fondateur, en 1873, de la revue La Nature, dont une partie de la collection (1873-1942) a été numérisée et mise en ligne par le Conservatoire national des arts et métiers Texte en ligne.

## Rue de Paris
La rue Gaston-Tissandier dans le 18e arrondissement de Paris porte son nom.